# Béisbol 5
El béisbol 5, mejor conocido como pelotica de goma, oficialmente baseball5, es un deporte internacional actualmente controlado por el World Baseball and Softball Confederation desde 2017. Es un deporte de cinco contra cinco de Venezuela y Cuba, basado en el béisbol pero con diferentes reglas.
Este deporte que viene del béisbol y el sóftbol cuenta con su mundial de béisbol 5. Su primera edición se hizo en 2022 en donde el ganador fue Cuba que se coronó primer campeón del torneo. Esto hace que sea el único torneo

## Reglamento

### Campo
El jugador tiene que estar posicionado en una casilla con  forma cuadrada llamada base colocada en cada esquina. Cada base tiene que tener una distancia de 13 metros, (figura 1).
Comienza desde la caja del bateador, detrás del Home Plate, las bases están numeradas en sentido antihorario

### Territorio válido
Tiene que tener una forma cuadrada de 18 metros por cada lado, una de las esquinas coincide con el Home Plate

### Zona de NO-HIT
Se tiene que trazar una línea recta a partir de 4,5 metros desde el Home Plate a la línea de foul de primera base hasta que llegue a la línea de foul de tercera base. En cualquier caso, la distancia mínima de la línea desde el Home Plate será de 3 metros.

### Bases
La primera base es doble para evitar choques entre los jugadores. La forma y tamaño ideal de todas las bases es un cuadrado de 50 centímetros por lado.

### Cercas
Para limitar el campo se usan cercas, las cercas deben ser de 1 metro idealmente. También se pueden marcar con paredes existentes o marcas. En estos casos se tiene que hablar con el jugador/a

### Entradas
Los juegos de béisbol 5 tienen que tener 5 entradas, el objetivo de las entradas es que cada equipo tenga su turno de batear. Por eso las entradas se abren y se cierran.

### Jugadores/as
El número de jugadores activos por equipo durante un juego es de 5 en todo momento. Si por expulsiones o lesiones el equipo se encuentra sin otros jugadores disponibles, el partido terminará y el equipo perderá el partido.
El número de jugadores es de 5 jugadores, 5 jugando y 3 reservas.
En el béisbol 5 mixto el equipo debe tener mínimo 2 atletas por género cuando les toque defender.

### Lista de bateo
El entrenador del equipo debe presentar la tarjeta de alineación firmada 15 minutos antes al oficial de mesa. También deben presentar una carta de alineación al equipo contrario antes de que comience el encuentro,

## Reglas de béisbol five
Cuando el partido empieza, los 5 jugadores defensivos deben estar en posición defensiva. El bateador/a debe lanzar la pelota con la palma o con el puño. Después de batear el bateador debe correr a la primera base, si la pelota cae en la mano de un jugador defensivo será out para el corredor. El jugador defensivo debe tocar al corredor/a o pisar la base antes de que llegue para hacer un out. El equipo defensivo hace 3 outs para cambiar de entrada y ser el equipo ofensivo.
Los jugadores pueden pedir tiempo cuando termina una jugada, pero la pelota sigue en juego hasta que el árbitro lo otorgue.
En caso de que el encuentro quede en empate, se jugaran tiempos extras hasta que un equipo tenga más carreras. El primer tiempo extra se juega con un jugador en base, el segundo se juega con 2 jugadores en base y el tercero con 3 jugadores en base. 
Un juego termina si un equipo tiene 15 carreras al final de la tercera entrada o si tiene 10 al final de la cuarta. Si un equipo alcanza una ventaja de 10 o más carreras durante la parte superior de la quinta entrada, se termina el encuentro.

## Historia
Era llamado popularmente "las cuatro esquinas" en Cuba, y en Venezuela, "pelotica de goma". Se desconoce dónde se inicio por primera vez el juego, sin embargo, antes del año 2000 ya era parte de los juegos en las calles de Venezuela y Cuba. El béisbol 5 fue un proyecto creado por la World Baseball and Softball Confederation en 2017 con la intención de crear un nuevo deporte para los jóvenes. Junto con la Federación Francesa de Béisbol y Softbol, demostraron el béisbol 5 en los juegos de la amistad. Más tarde en ese año el deporte recibió su primer reconocimiento internacional, cuando el deporte fue nominado en el Premio Peace and Sport, en la categoría Sport Made Simple.
"Nos hemos centrado específicamente en crear una disciplina nueva y fresca que sirva como una herramienta de fácil acceso que brinde beneficios de desarrollo social y deportivo similares, pero con una versión más pequeña y simple del juego”. dijo el presidente de la WBSC, Riccardo Fraccari.